# Povo houma
Os houma ([ˈhoʊmə]) são um povo nativo americano histórico da Louisiana, no lado leste do rio Vermelho do Sul. Seus descendentes, o povo houma ou a Nação Houma Unida, foram reconhecidos pelo estado como uma tribo desde 1972, mas não são reconhecidos pelo governo federal.
De acordo com a tribo, a partir de 2023 eles terão mais de 17 mil cidadãos tribais registrados que residem em uma área de seis paróquias que abrange 12 300 km². As paróquias são St. Mary, Terrebonne, Lafourche, Jefferson, Plaquemines e St. Bernard.
A cidade de Houma (que significa "vermelho") e o rio Vermelho foram batizados em homenagem a esse povo. Oklahoma compartilha uma etimologia semelhante, já que a raiz humma significa "vermelho" em choctaw e nos idiomas muskogeanos ocidentais relacionados, incluindo Houma.

## Etnobotânica
O povo houma toma uma decocção de Gamochaeta purpurea seca para resfriados e gripe. Eles fazem uma infusão das folhas e da raiz de Cirsium horridulum no uísque e a usam como adstringente, além de bebê-la para limpar o catarro dos pulmões e da garganta. Eles também comem o coração branco e macio da planta cru. Uma decocção das partes aéreas da videira Berchemia scandens era usada para impotência pelo povo houma.

## História

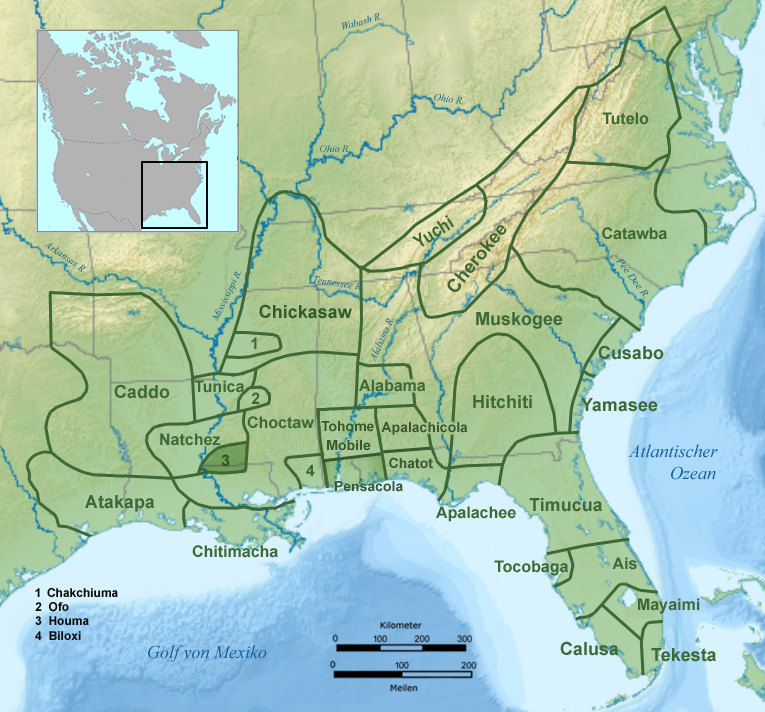
Território tribal de Houma durante o século XVIII em destaque.

### Origens
A tribo Houma, que se acredita ser de língua muskogeana, assim como outras tribos choctaw, foi registrada pelo explorador francês René-Robert Cavelier, Sieur de La Salle, em 1682, como vivendo ao longo do rio Vermelho, no lado leste do rio Mississippi. Como seu emblema de guerra é o saktce-ho'ma, ou lagostim vermelho, o antropólogo John R. Swanton especulou que os houma são um desdobramento da tribo chakchiuma da região do rio Yazoo, cujo nome deriva de saktce-ho'ma.
Os membros da tribo mantiveram contato com outras comunidades choctaw depois de se estabelecerem nas atuais paróquias de Lafourche e Terrebonne. Eles usavam os cursos d'água para colher peixes e lagostins, suprir suas necessidades de água e viajar. Não se sabe ao certo como os houma se estabeleceram perto da foz do rio Vermelho (anteriormente chamado de rio dos houma). Na época da exploração francesa, os houma estavam estabelecidos no local da atual Angola, Louisiana.

### Era francesa
Em 1682, o explorador francês Nicolas de la Salle registrou em seu diário que havia passado perto da aldeia dos Oumas. Essa breve menção marca a entrada dos houma na história registrada por escrito. Exploradores posteriores, como Henri de Tonti e Pierre Le Moyne d'Iberville, fizeram uma descrição mais completa dos primeiros Houma. Iberville relatou que a aldeia houma ficava de seis a oito milhas para o interior da margem leste do Mississippi, perto da foz do rio Vermelho.
Quando os europeus chegaram em maior número à região, tiveram dificuldades com as diferenças de idioma entre os nativos americanos. Eles achavam que cada assentamento de nativos americanos representava uma tribo diferente e, como resultado, cometeram erros nas designações dos povos. O povo bayogoula, assim como os houma, era considerado parente do povo choctaw do Mississippi. Em tempos históricos, vários grupos do povo choctaw migraram para a área da Louisiana. Hoje, esses descendentes são conhecidos como os bandos de Jena, Clifton e Bayou Lacombe. No entanto, o povo houma, o povo bayougoula e o povo acolapissa foram documentados como tribos separadas.
Entre 1699 e 1700, a tribo Houma e a tribo bayougoula estabeleceram uma fronteira para suas áreas de caça, colocando no chão uma vara vermelha alta marcada por carcaças e penas de animais sagrados. Chamado de Istrouma ou Ete' Uma por essas tribos e de Baton Rouge pelo francês Pierre Le Moyne d'Iberville, esse marco ficava em um local a oito quilômetros acima de Bayou Manchac, na margem leste do Mississippi. A área se desenvolveu como um entreposto comercial e a moderna cidade de Baton Rouge, Louisiana.
Em 1706, os houma migraram para o sul da região do rio Vermelho para outras áreas. Um relato diz que eles queriam se aproximar de seus novos aliados franceses, concentrados na área de Nova Orleans, e se afastar das tribos aliadas inglesas ao norte. Da década de 1730 até a Guerra Franco-Indígena (1754-1763) (também conhecida como Guerra dos Sete Anos), as guerras europeias ocorreram na América do Norte. Várias tribos nativas americanas formaram alianças de proteção com os europeus para lidar com os conflitos. Já em 1739, os franceses relataram que os houma, bayougoula e acolapissa estavam se fundindo em uma única tribo. Embora a tribo permanecesse predominantemente houma, os últimos remanescentes de muitas nações tribais se juntaram a eles para se refugiar.
Devido aos crescentes conflitos entre os colonizadores ingleses, franceses e espanhóis, os houma migraram para o sul no início do século XIX para seus locais atuais nas paróquias de Lafourche e Terrebonne. A moderna cidade de Houma, Louisiana, foi desenvolvida posteriormente nesse local. A tribo se deslocou ainda mais para o sul.

### Início da era dos Estados Unidos
Tendo perdido Saint-Domingue com o sucesso da revolta de escravos que estabeleceu o Haiti, Napoleão encerrou suas ambições na América do Norte e concordou em vender a colônia de Louisiana para os Estados Unidos. Isso dobrou a área de terra da nova república. Em 30 de abril de 1803, as duas nações assinaram um tratado confirmando a compra da Louisiana. Com relação aos habitantes nativos, o artigo seis do Tratado de Compra da Louisiana afirma:
Os Estados Unidos prometem executar os tratados e artigos que tenham sido acordados entre a Espanha e as tribos e nações indígenas, até que, por consentimento mútuo dos Estados Unidos e das referidas tribos e nações, outros artigos adequados tenham sido acordados.
Embora os Estados Unidos tenham assinado o tratado, eles não defenderam a política. O Dr. John Sibley foi nomeado pelo presidente Thomas Jefferson como agente indígena dos EUA para a região. Ele reconheceu 60 houma na área de Opelousa. Devido à sua dispersão e falta de organização, muitos houma que viviam em outras regiões não foram contados e, portanto, o povo foi considerado extinto pelos Estados Unidos.
Em 1885, os houma perderam uma grande líder, Rosalie Courteau. Ela os ajudou a sobreviver durante as consequências da Guerra Civil Americana. Ela continua sendo muito respeitada.

### Era moderna
No final do século XIX, os houma desenvolveram uma língua crioula baseada na língua francesa da antiga colônia. A língua houma-francesa que o povo houma fala hoje é uma mistura entre o francês falado pelos primeiros exploradores e palavras houma, como shaui ("guaxinim"). No entanto, a língua houma-francensa ainda é uma língua francesa, pois pode ser compreendida por falantes de francês do Canadá, França, Ruanda ou Louisiana. Há algumas diferenças no vocabulário, por exemplo, chevrette para dizer crevette (camarão). O sotaque do falante de francês da Nação Houma é comparável à diferença entre um falante de inglês dos Estados Unidos e um falante de inglês da Inglaterra; todo grupo linguístico desenvolve muitos sotaques diferentes.
À medida que o sul da Louisiana se tornou mais urbano e industrializado, os houma permaneceram relativamente isolados em seus assentamentos no bayou. Nessa época, a população dos houma estava dividida entre seis outros assentamentos de nativos americanos. O deslocamento entre os assentamentos era feito por pirogas e vias fluviais; o estado não construiu estradas ligando os assentamentos até a década de 1940. Como as outras populações de nativos americanos, os houma eram frequentemente submetidos à discriminação e ao isolamento.
Em 1907, John R. Swanton, antropólogo do Instituto Smithsoniano, visitou os houma. Os houma continuam a ter uma economia do tipo caçador-coletor, que ele documentou, dependendo dos bayous e pântanos para peixes e caça. Eles também cultivam pequenas hortas de subsistência. R.J. Molinere, Jr., membro da Houma, e seu filho Jay Paul Molinere aparecem caçando jacarés no programa de televisão Swamp People.
Depois que os democratas brancos recuperaram o poder na Louisiana após a era da Reconstrução, eles aprovaram leis que estabeleciam a segregação racial. Anteriormente, eles haviam classificado os houma e outros nativos americanos como pessoas de cor livres e exigiam que enviassem seus filhos para escolas criadas para os filhos de homens livres, quando disponíveis. O estado demorou a construir escolas públicas nos assentamentos houma. Foi somente em 1964, depois que a Lei dos Direitos Civis foi aprovada e acabou com a segregação, que as crianças de houma puderam frequentar escolas públicas. Antes dessa época, as crianças houma frequentavam apenas escolas missionárias estabelecidas por grupos religiosos.

## Governo
O povo houma estabeleceu um governo que inclui um conselho composto por representantes eleitos para cada distrito tribal e elege um chefe principal e um vice-chefe principal. Em 2022, o cargo de chefe principal estava ocupado por Lora Ann Chaisson.

## Reconhecimento federal
Os houma receberam terras na década de 1790 em Bayou Terrebonne sob a administração colonial espanhola, que havia proibido a escravidão indígena em 1764. Eles nunca foram removidos para uma reserva e, como uma tribo pequena, foram negligenciados pelo governo federal durante o período de Remoção Indígena na década de 1830. Como um povo sem terras comunais reconhecidas, no século XX, considerou-se que eles haviam perdido seu status tribal.
Além disso, desde 1808, após a compra da Louisiana pelos Estados Unidos, a política estadual exigia a classificação de todos os residentes de acordo com um sistema binário de brancos e não brancos: todos os indígenas da Louisiana deveriam ser classificados como pessoas de cor livres nos registros estaduais. Isso estava relacionado à abordagem dos estados escravagistas dos Estados Unidos de classificar todas as crianças nascidas de mães escravas como escravas (e, portanto, negras), independentemente da paternidade e da proporção de outros ancestrais. Durante o período colonial francês na Louisiana, o termo "pessoas de cor livres" era aplicado principalmente a pessoas de ascendência afro-europeia. Após a anexação do território pelos EUA, seus administradores aplicaram esse termo a todos os não brancos, inclusive os que se identificavam como índios. No início do século XX, o estado adotou uma "regra de uma gota" que era ainda mais rigorosa, classificando como negro qualquer pessoa com qualquer ascendência africana conhecida. Muitas pessoas de houma podem ter ascendência mista, mas se identificam cultural e etnicamente como houma em vez de afro-americanos.
Os registros dessas pessoas estão entre os registros regulares de paróquias civis e igrejas e refletem diferentes designações jurisdicionais, em vez de falta de estabilidade como povo nessa área. Desde meados do século XX, as pessoas que se identificam como houma se organizaram politicamente, criaram um governo e buscaram o reconhecimento federal como uma tribo. Em 1979, a tribo Houma apresentou sua carta de intenção de petição ao Gabinete de Assuntos Indígenas (BIA). Em 1994, sua petição de reconhecimento foi rejeitada, com base no fato de que a tribo havia vivido em assentamentos diferentes. A tribo apresentou uma resposta em 1996. A tribo Houma aguarda que seu pedido seja analisado novamente para a determinação final.
Os houma são altamente descentralizados, com comunidades espalhadas por uma vasta área. A tribo indígena Pointe-Au-Chien, no sul da Louisiana, e a Confederação Biloxi-Chitimacha de Muskogee se organizaram e deixaram a Nação Houma Unida por se sentirem muito separadas de outros povos. Cada uma delas obteve o reconhecimento do estado e está buscando independentemente o reconhecimento federal como tribos, mas não obtiveram sucesso até 2014.
Em 2013, o Gabinete de Assuntos Indígenas dos Estados Unidos propôs mudanças nas regras, pois estava enfrentando críticas contínuas ao seu processo de reconhecimento tribal, que considerava muito rigoroso em vista das questões históricas dos EUA. As tribos teriam de demonstrar continuidade histórica desde 1934, quando o Congresso aprovou a Lei de Reorganização Indígena, concedendo às tribos mais poder como nações soberanas. Antes, era exigido que elas demonstrassem continuidade política como comunidade desde o período colonial ou de assentamento do contato europeu. Várias tribos que buscavam reconhecimento federal protestaram contra o fato de que a perturbação causada pelos colonizadores e assentados europeus-americanos foram os fatores que causaram a perda de terras históricas e de continuidade, mas que seu povo poderia demonstrar identificação contínua como povos tribais. Em 2014, os houma foram informados pelo BIA que sua análise estava em status ativo de acordo com essas novas diretrizes.
O estado da Louisiana reconheceu oficialmente a Tribo Houma Unida em 1972.

## Erosão costeira
Como muitas das comunidades tribais estão em áreas costeiras e dependem dos pântanos e baías como fonte de alimento e recurso econômico, elas foram severa e negativamente afetadas pela contínua erosão costeira e perda de áreas úmidas. Diferentes fatores associados à industrialização contribuíram para essas perdas, incluindo a dragagem de canais de navegação por empresas de navegação e de petróleo, o que aumentou o movimento da água e a erosão, aumentando a intrusão de água salgada e causando a perda de plantas de áreas úmidas. Além disso, as empresas petrolíferas enterraram tubulações sob o solo, mas não as cobriram suficientemente.
A comunidade da Ilha de Jean Charles sofreu erosão severa; os cientistas estimam que a ilha será perdida até 2030 se não houver restauração. A tribo Houma está procurando terras na área para comprar a fim de reassentar toda a comunidade. A erosão costeira afetou negativamente a qualidade da pesca. A tribo sofreu com a diminuição do número de peixes, pois a intrusão de água salgada destruiu muitos dos antigos buracos de pesca. A introdução do nutria, um roedor sul-americano, causou a erosão maciça dos pântanos. O roedor se alimentava de plantas, mas deixava as raízes. O nutria come a vegetação e as raízes, permitindo que o solo seja levado pela água.

## Nomes das famílias
O povo houma, como muitas outras tribos nativas americanas no estado e nos estados vizinhos, passou muitos anos migrando e se deslocando. Isso deixou uma dispersão do povo étnico houma entre muitas outras populações nativas americanas e um considerável número de casamentos. Com o tempo, os houma foram incentivados a adotar nomes de estilo europeu; além disso, houve um número considerável de casamentos entre homens europeus e mulheres nativas. Hoje, a maioria dos houma tem sobrenomes de origem europeia, como Billiot, Verdin, Dardar, Naquin, Gregoire, Parfait, Chaisson, Courteau, Solet, Verret, Fitch, Creppel, etc.
No início da organização da tribo, muitos nativos de outras etnias achavam que tinham de se registrar no Houma para serem classificados pelo estado como índios. Houma significa vermelho em choctaw, sendo choctaw o idioma do qual derivou o jargão comercial móvel. A pesquisa necessária para o reconhecimento federal ajudou muitos a encontrar a identidade tribal de seus ancestrais. O processo de documentação dos ancestrais honrou os houma e outros nativos americanos que enfrentaram muita discriminação nas gerações anteriores.

## Mídia
- Linezo Hong, diretor e co-roteirista, "My Louisiana Love" (2012), episódio de America Reframed, PBS-WGBH, apresenta um olhar atual sobre os houma e questões de danos ambientais ao seu habitat.
- Hidden Nation (1994), um documentário em vídeo de uma hora sobre os houma, de Barbara Sillery e Oak Lea, Keepsake Productions (Nova Orleans).